# USS Jack C. Robinson (APD-72)
USS Jack C. Robinson (APD-72) là một tàu vận chuyển cao tốc lớp Charles Lawrence của Hải quân Hoa Kỳ hoạt động trong Chiến tranh Thế giới thứ hai. Nó nguyên được chế tạo như là chiếc DE-671, một tàu hộ tống khu trục lớp Buckley trước khi được xếp lại lớp vào ngày 27 tháng 6, 1944. Tên nó được đặt theo Binh nhất Thủy quân Lục chiến Jack C. Robinson (1922-1942), người đã tử thương trong Trận chiến sân bay Henderson tại Guadalcanal vào ngày 23 tháng 10, 1942 và được truy tặng Huân chương Ngôi sao Bạc. Con tàu đã phục vụ cho đến khi chiến tranh kết thúc, xuất biên chế năm 1946, rồi được chuyển cho Chile vào năm 1967. Nó tiếp tục phục vụ cùng Hải quân Chile như là chiếc Orella (APD-27), số phận sau đó của con tàu không rõ. Jack C. Robinson được tặng thưởng một Ngôi sao Chiến trận do thành tích phục vụ trong Thế Chiến II.

## Thiết kế và chế tạo
Buckley là một trong số sáu lớp tàu hộ tống khu trục được Hải quân Hoa Kỳ chế tạo nhằm đáp ứng nhu cầu hộ tống vận tải trong Thế Chiến II, sau khi Hoa Kỳ chính thức tham chiến vào cuối năm 1941. Chúng hầu như tương tự nhau, chỉ với những khác biệt về hệ thống động lực và vũ khí trang bị. Động cơ của phân lớp Backley bao gồm hai turbine hơi nước General Electric để dẫn động hai máy phát điện vận hành hai trục chân vịt, và dàn vũ khí chính bao gồm 3 khẩu pháo pháo 3 in (76 mm)/50 cal.
Những chiếc lớp Buckley (TE) có chiều dài ở mực nước 300 ft (91 m) và chiều dài chung 306 ft (93 m); mạn tàu rộng 37 ft 1 in (11,30 m) và độ sâu mớn nước khi đầy tải là 11 ft 3 in (3,43 m). Chúng có trọng lượng choán nước tiêu chuẩn 1.430 tấn Anh (1.450 t); và lên đến 1.823 tấn Anh (1.852 t) khi đầy tải. Hệ thống động lực bao gồm hai nồi hơi và hai turbine hơi nước General Electric công suất 13.500 mã lực (10.100 kW), dẫn động hai máy phát điện công suất 9.200 kilôwatt (12.300 hp) để vận hành hai trục chân vịt;  công suất 12.000 hp (8.900 kW) cho phép đạt được tốc độ tối đa 23 kn (26 mph; 43 km/h). Con tàu mang theo 359 tấn Anh (365 t) dầu đốt, cho phép di chuyển đến 6.000 nmi (6.900 mi; 11.000 km) ở vận tốc đường trường 12 kn (14 mph; 22 km/h).
Sau khi được cải tạo thành một tàu vận chuyển cao tốc lớp Charles Lawrence, dàn vũ khí trang bị được giảm xuống còn một pháo 3 in (76 mm)/50 cal phía mũi đa dụng (có thể đối hạm hoặc phòng không), sáu pháo phòng không Bofors 40 mm trên ba bệ nòng đôi và sáu pháo phòng không Oerlikon 20 mm. Nó giữ lại ba ống phóng ngư lôi Mark 15 21 inch (533 mm), hai đường ray Mk. 9 và bốn máy phóng K3 Mk. 6 để thả mìn sâu, nhưng tháo dỡ dàn súng cối chống tàu ngầm Hedgehog Mk. 10. Chỗ trống được dành để bố trí chỗ nghỉ cho 12 sĩ quan và 150 binh lính đổ bộ; thành phần thủy thủ đoàn con tàu bao gồm 12 sĩ quan và 192 thủy thủ.
Jack C. Robinson được đặt lườn như là chiếc DE-671 tại xưởng tàu của hãng Dravo Corporation tại Pittsburgh, Pennsylvania, và được hạ thủy vào ngày 8 tháng 1, 1944, được đỡ đầu bởi bà Clem F. Robinson, mẹ binh nhất Robinson. Con tàu được kéo đến xưởng tàu của hãng Consolidated Shipbuilding Company tại Orange, Texas để tiếp tục trang bị, được xếp lại lớp thành APD-72 vào ngày 27 tháng 6, 1944 trước khi nhập biên chế tại Orange, Texas vào ngày 2 tháng 2, 1945 dưới quyền chỉ huy của Hạm trưởng, Thiếu tá Hải quân W. W. Bowie.

## Lịch sử hoạt động

### Thế Chiến II
Sau khi hoàn tất hoạt động chạy thử máy huấn luyện tại vùng biển Caribe, Jack C. Robinson khởi hành từ Norfolk, Virginia vào ngày 31 tháng 3, 1945 để đi sang khu vực Mặt trận Thái Bình Dương, băng qua kênh đào Panama và đi đến San Diego, California vào ngày 14 tháng 4. Nó tiếp tục hướng sang vùng biển quần đảo Hawaii, đi đến Trân Châu Cảng vào ngày 24 tháng 4, và tiếp tục thực hành huấn luyện. Sau khi đi đến Ulithi vào ngày 21 tháng 5, nó đảm nhiệm vai trò hộ tống các đoàn tàu vận chuyển lực lượng và tiếp liệu từ các căn cứ ra tuyến đầu, rồi đến tháng 6 đã chuyển sang khu vực Okinawa, hoạt động tuần tra chống tàu ngầm hỗ trợ cho chiến dịch Okinawa. Con tàu rời khu vực quần đảo Ryukyu vào ngày 17 tháng 7, chuyển đến khu vực Philippines cho nhiệm vụ tương tự.

### Sau chiến tranh
Sau khi Nhật Bản chấp nhận đầu hàng kết thúc cuộc xung đột vào ngày 15 tháng 8, tiếp tục ở lại khu vực Viễn Đông hỗ trợ cho hoạt động chiếm đóng Nhật Bản của phe Đồng Minh. Nó quay trở về Hoa Kỳ, băng qua kênh đào Panama và về đến Norfolk vào đầu năm 1946. Sau khi thực hành huấn luyện tại khu vực Bermuda, nó đi đến Xưởng hải quân New York tại Brooklyn, New York vào ngày 24 tháng 5 để chuẩn bị ngừng hoạt động.
Jack C. Robinson được kéo đến Green Cove Springs, Florida vào ngày 30 tháng 10. Nó được cho xuất biên chế tại đây vào ngày 13 tháng 12, 1946 và đưa về Đội Florida thuộc Hạm đội Dự bị Đại Tây Dương, neo đậu tại sông St. Johns; sau đó con tàu được kéo đến Đội Texas tại Orange, Texas, cùng thuộc Hạm đội Dự bị Đại Tây Dương. Sau khi bị bỏ không trong hơn 20 năm, tên nó được cho rút khỏi danh sách Đăng bạ Hải quân vào ngày 1 tháng 12, 1966.

### Orella (APD-27)
Chiếc tàu vận chuyển cao tốc được chuyển cho Chile vào năm 1967 theo Chương trình Viện trợ Quân sự, và nhập biên chế cùng Hải quân Chile dưới tên gọi Orella (APD-27) vào ngày 1 tháng 11, 1967. Số phận của con tàu sau đó không rõ, nhiều khả năng đã ngừng hoạt động và bị tháo dỡ.

## Phần thưởng
Jack C. Robinson được tặng thưởng một Ngôi sao Chiến trận do thành tích phục vụ trong Thế Chiến II.
| Bronze star |  |  |
|             |  |  |

| Huân chương Chiến dịch Hoa Kỳ        | Huân chương Chiến dịch Hoa Kỳ           | Huân chương Chiến dịch Châu Á-Thái Bình Dương với 1 Ngôi sao Chiến trận | Huân chương Chiến dịch Châu Á-Thái Bình Dương với 1 Ngôi sao Chiến trận |
| Huân chương Chiến thắng Thế Chiến II | Huân chương Phục vụ Chiếm đóng Hải quân | Huân chương Phục vụ Chiếm đóng Hải quân                                 | Huân chương Giải phóng Philippine (Philippine)                          |